# Carige coniochyta
Carige coniochyta là một loài bướm đêm trong họ Geometridae.